# Wacław Korta
Wacław Korta (ur. 26 sierpnia 1919 w Woli Nieszkowskiej, zm. 2 lutego 1999 we Wrocławiu) – polski historyk specjalizujący się w historii średniowiecznej, profesor nauk humanistycznych, związany z Uniwersytetem Wrocławskim.

## Życiorys
Od 1934 kontynuował edukację w Państwowym Gimnazjum oraz Liceum im. Kazimierza Wielkiego w Bochni, którą przerwał wybuch wojny. W czasie II wojny światowej był żołnierzem AK i organizatorem tajnych kompletów. Za zasługi wojenne otrzymał Brązowy Krzyż Zasługi z Mieczami (1945) i Krzyż Partyzancki (1972). Po wojnie zdał maturę i od roku 1945 studiował historię z archeologią na Uniwersytecie Jagiellońskim. W 1946 przeniósł się do Wrocławia, gdzie kontynuował studia by w 1951 roku ukończyć je ze stopniem magistra. Od 1950, jako student, został zatrudniony w charakterze młodszego asystenta w Katedrze Historii Polski Średniowiecznej, pod opieką prof. Karola Maleczyńskiego. W roku 1960 obronił doktorat. Colloquium habilitacyjne odbyło się w roku 1966 na podstawie pracy Średniowieczna annalistyka śląska. Był kierownikiem od 1968 Zakładu Nauk Pomocniczych Historii i Archiwistyki, dziekanem Wydziału Historycznego UWr; badał m.in. średniowieczne dzieje Śląska, wydawał źródła historyczne. Autor opracowań poświęconych historii Śląska i górze Ślęży.

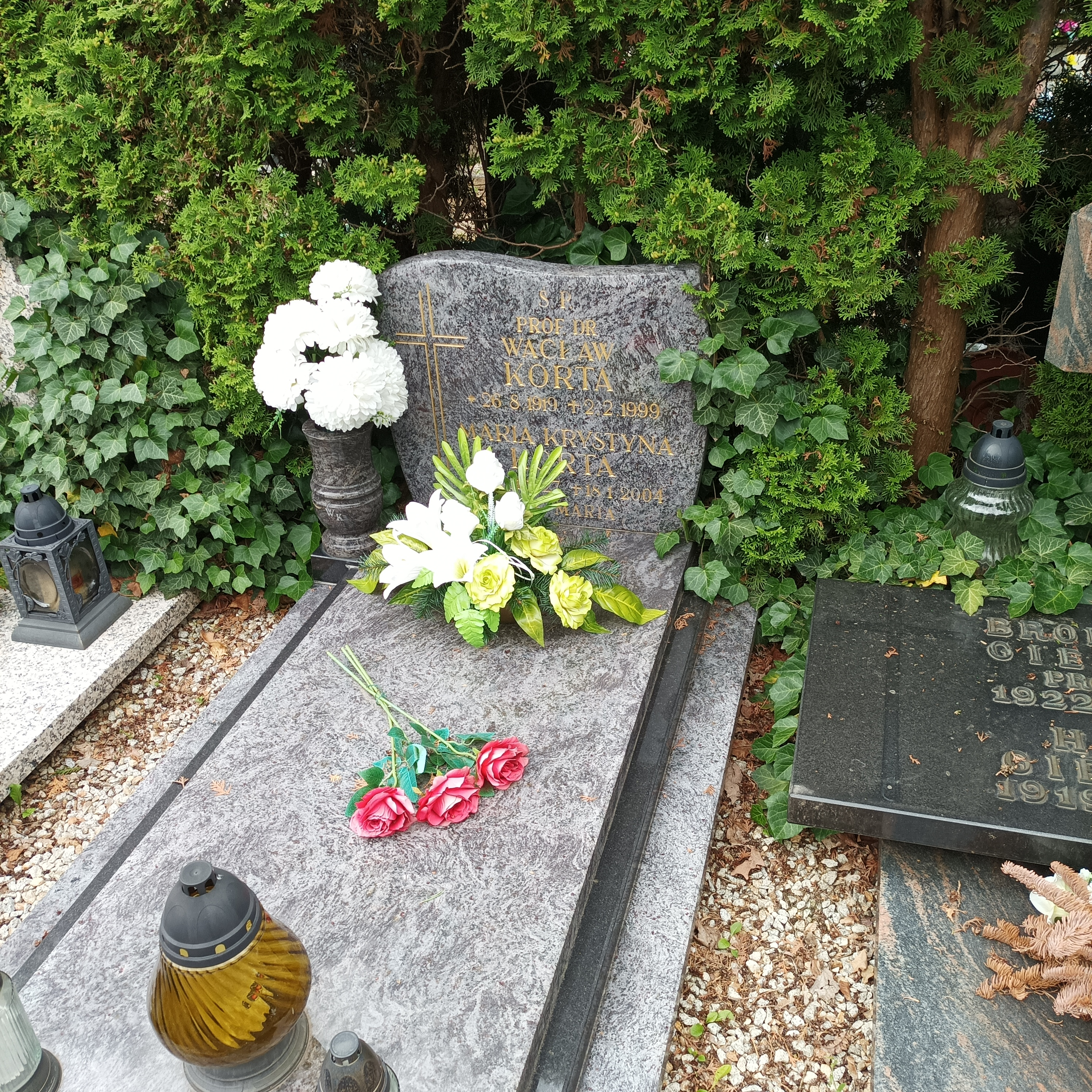
Grób prof. Wacława Korty na Cmentarzu Świętej Rodziny we Wrocławiu

## Wybrane publikacje
- Najazd Mongołów na Polskę i jego legnicki epilog. Katowice: Śląski Instytut Naukowy, 1983, seria: Śląskie Epizody Historyczne. ISBN 83-00-00646-X. Brak numerów stron w książce
- Tajemnice Góry Ślęży. Katowice: Śląski Instytut Naukowy, 1988. ISBN 83-7008-061-8. Brak numerów stron w książce
- Historia Niemiec. Władysławem Czaplińskim, Adam Galos. 1990, seria: Historie Krajów i Narodów. ISBN 978-83-04-05035-8. Brak numerów stron w książce
- Historia Śląska do 1763 roku. Warszawa: Wydawnictwo DiG, 2003. ISBN 83-7181-283-3. Brak numerów stron w książce